# Australásia nos Jogos Olímpicos de Verão de 1912
Australásia era o nome de uma equipe combinada da Austrália e Nova Zelândia (ambos países independentes) que participou dos Jogos Olímpicos de Verão de 1912 em Estocolmo, na Suécia. Conquistou 2 medalhas de ouro, 2 de prata e 3 de bronze, totalizando 7. Ficou na décima segunda posição no ranking geral. Foi a última participação desta equipe, que, a partir de 1920, se dividiu em Austrália e Nova Zelândia.

## Medalhas
| Atleta                                                       | Esporte | Evento                   | Medalha |
| ------------------------------------------------------------ | ------- | ------------------------ | ------- |
| Fanny Durack                                                 | Natação | 100m livre feminino      | Ouro    |
| Leslie Boardman Malcolm Champion Cecil Healy Harold Hardwick | Natação | 4x200m livre masculino   | Ouro    |
| Cecil Healy                                                  | Natação | 100m livre masculino     | Prata   |
| Wilhelmina Wylie                                             | Natação | 100m livre feminino      | Prata   |
| Harold Hardwick                                              | Natação | 400m livre masculino     | Bronze  |
| Harold Hardwick                                              | Natação | 1500m livre masculino    | Bronze  |
| Anthony Wilding                                              | Tênis   | Simples indoor masculino | Bronze  |

## Desempenho

### Atletismo
| Atleta          | Prova                          | Elim. | Elim.      | Semifinal   | Semifinal   | Final       | Final       |
| Atleta          | Prova                          | Tempo | Pos.       | Tempo       | Pos.        | Tempo       | Pos.        |
| --------------- | ------------------------------ | ----- | ---------- | ----------- | ----------- | ----------- | ----------- |
| George Hill     | 5000m masculino                |       |            | 15:56.8     | 4º/bat. 1   | Não avançou | Não avançou |
| George Hill     | 10000m masculino               |       |            | DNF         | DNF         | Não avançou | Não avançou |
| William Murray  | 10km marcha atlética masculina |       |            | DSQ         | DSQ         | Não avançou | Não avançou |
| Stuart Poulter  | Maratona masculina             |       |            |             |             | DNF         | DNF         |
| Claude Ross     | 400m masculino                 | DNF   | DNF        | Não avançou | Não avançou | Não avançou | Não avançou |
| William Stewart | 100m masculino                 | 11.0  | 1º/bat. 7  | ?           | 3º/bat. 4   | Não avançou | Não avançou |
| William Stewart | 200m masculino                 | 26.0  | 1º/bat. 16 | DNF         | DNF         | Não avançou | Não avançou |

### Natação
| Atleta                                                       | Prova                  | Elim.  | Elim. | Quartas-de-final | Quartas-de-final | Semifinal   | Semifinal   | Final       | Final             |
| Atleta                                                       | Prova                  | Tempo  | Pos.  | Tempo            | Pos.             | Tempo       | Pos.        | Tempo       | Pos.              |
| ------------------------------------------------------------ | ---------------------- | ------ | ----- | ---------------- | ---------------- | ----------- | ----------- | ----------- | ----------------- |
| Leslie Boardman                                              | 100m livre masculino   | 1:06:0 | 6     | 1:05.4           | 7                | Não avançou | Não avançou | Não avançou | Não avançou       |
| Malcolm Champion                                             | 400m livre masculino   |        |       | 5:37.0           | 5                | 5:38.0      | 6           | Não avançou | Não avançou       |
| Malcolm Champion                                             | 1500m livre masculino  |        |       | 23:34.0          | 7                | 23:24.2     | 6           | DNF         | DNF               |
| Fanny Durack                                                 | 100m livre feminino    |        |       | 1:19.8           | 1                | 1:20.2      | 1           | 1:22.2      | Medalha de ouro   |
| Harold Hardwick                                              | 100m livre masculino   | 1:05.8 | 5     | 1:06.0           | 8                | Não avançou | Não avançou | Não avançou | Não avançou       |
| Harold Hardwick                                              | 400m livre masculino   |        |       | 5:36.0           | 3                | 5:31.0      | 3           | 5:31.2      | Medalha de bronze |
| Harold Hardwick                                              | 1500m livre masculino  |        |       | 23:23.2          | 6                | 23:14.0     | 4           | 23:15.4     | Medalha de bronze |
| Cecil Healy                                                  | 100m livre masculino   | 1:05:2 | 3     | 1:04.8           | 5                | 1:05.6      | 3           | 1:04.6      | Medalha de prata  |
| Cecil Healy                                                  | 400m livre masculino   |        |       | 5:34.0           | 1                | 5:37.8      | 5           | 5:37.8      | 4                 |
| William Longworth                                            | 100m livre masculino   | 1:05.2 | 3     | 1:05.2           | 6                | 1:06.2      | 5           | DNS         | DNS               |
| William Longworth                                            | 1500m livre masculino  |        |       | 23:03.6          | 3                | DNS         | DNS         | Não avançou | Não avançou       |
| Frank Schryver                                               | 200m peito masculino   |        |       | 3:24.0           | 17               | Não avançou | Não avançou | Não avançou | Não avançou       |
| Frank Schryver                                               | 400m peito masculino   |        |       | 7:07.8           | 10               | Não avançou | Não avançou | Não avançou | Não avançou       |
| Theodore Tartakover                                          | 100m livre masculino   | 1:12.2 | ?     | Não avançou      | Não avançou      | Não avançou | Não avançou | Não avançou | Não avançou       |
| Theodore Tartakover                                          | 400m livre masculino   |        |       | DNF              | DNF              | Não avançou | Não avançou | Não avançou | Não avançou       |
| Mina Wylie                                                   | 100m livre feminino    |        |       | 1:26.8           | 6                | 1:27.0      | 3           | 1:25.4      | Medalha de prata  |
| Leslie Boardman Malcolm Champion Harold Hardwick Cecil Healy | 4x200m livre masculino |        |       |                  |                  | 10:14.0     | 1           | 10:11.2     | Medalha de ouro   |

### Remo
| Atleta | Prova                   | Elim.  | Elim.     | Quartas-de-final | Quartas-de-final | Semifinal   | Semifinal   | Final       | Final       |
| Atleta | Prova                   | Tempo  | Pos.      | Tempo            | Pos.             | Tempo       | Pos.        | Tempo       | Pos.        |
| --- | ----------------------- | ------ | --------- | ---------------- | ---------------- | ----------- | ----------- | ----------- | ----------- |
| Cecil McVilly | Skiff simples masculino | DSQ    | DSQ       | Não avançou      | Não avançou      | Não avançou | Não avançou | Não avançou | Não avançou |
| John Ryrie Simon Fraser Hugh Ward Thomas Parker Henry Hauenstein Sydney Middleton Harry Ross-Boden Roger Fitzhardinge | Oito com masculino      | 6:57.0 | 1º/bat. 2 | ?                | 2º/bat. 3        | Não avançou | Não avançou | Não avançou | Não avançou |

### Tênis
| Atleta          | Evento                   | Fase de 64             | Fase de 32                        | Fase de 16                    | Quartas-de-final             | Semifinal                       | Final                          | Pos.              |
| Atleta          | Evento                   | Adversário e resultado | Adversário e resultado            | Adversário e resultado        | Adversário e resultado       | Adversário e resultado          | Adversário e resultado         | Pos.              |
| --------------- | ------------------------ | ---------------------- | --------------------------------- | ----------------------------- | ---------------------------- | ------------------------------- | ------------------------------ | ----------------- |
| Anthony Wilding | Simples indoor masculino |                        | SWE Silverstolpe V– 6-0, 6-1, 6-1 | SWE Grönfors V– 6-3, 6-3, 6-3 | GBR Caridia V– 6-1, 6-2, 6-2 | GBR Dixon D– 6-0, 4-6, 6-4, 6-4 | GBR Lowe V– 4-6, 6-2, 7-5, 6-0 | Medalha de bronze |